# Steinar Amundsen
Steinar Amundsen (Bærum, 4 de julho de 1945 – 16 de junho de 2022) foi um canoísta norueguês, especialista em provas de velocidade.

## Carreira
Foi vencedor da medalha de Ouro em K-4 1000 m em Cidade do México 1968 com os seus colegas de equipa Tore Berger, Egil Søby e Jan Johansen e da medalha de Bronze na mesma categoria em Munique 1972.

## Morte
Amundsen morreu em 16 de junho de 2022, aos 76 anos de idade.